# کما پدروسا
کما پدروسا (به لاتین: Coma Pedrosa) یک کوه در آندورا است که در لا ماسانا واقع شده‌است. کما پدروسا ۲٬۹۴۳ متر بالاتر از سطح دریا واقع شده‌است.